# لسان المزمار المتوسط
لسان المزمار المتوسط (الاسم العلمي:Salpiglossis intermedia) هو نوع من النباتات يتبع جنس لسان المزمار من الفصيلة الباذنجانية              .	